# فيليب كيركوروف
فيليب كيركوروف (بالبلغارية: Филип Киркоров)‏ (بالروسية: Филипп Бедросович Киркоров)‏ هو ملحن ومغني ومذيع ومغن مؤلف ومنتج أسطوانات ومقدم تلفزيوني وممثل بلغاري وروسي (وحمل سابقاً جنسية الاتحاد السوفيتي)، ولد في 30 أبريل 1967 في فارنا في بلغاريا. من الجوائز التي نالها فنان الشعب لأوكرانيا ‏.

## جوائز
- فنان الشعب لأوكرانيا [الإنجليزية]‏
- فنان الشعب الروسي
- ميدالية مرور 10 سنوات على تأسيس آستانا
- نيشان الشرف
- نيشان فرانسيس سكورينا
- فنان الاستحقاق لروسيا الاتحادية [الإنجليزية]‏

## وصلات خارجية
- الموقع الرسمي
- فيليب كيركوروف على موقع IMDb (الإنجليزية)
- فيليب كيركوروف على موقع ميوزك برينز (الإنجليزية)
- فيليب كيركوروف على موقع أول موفي (الإنجليزية)
- فيليب كيركوروف على موقع أول ميوزيك (الإنجليزية)
- فيليب كيركوروف على موقع ديسكوغز (الإنجليزية)
- فيليب كيركوروف على موقع قاعدة بيانات الفيلم (الإنجليزية)
- فيليب كيركوروف على موقع كينوبويسك (الروسية)